# Castello di Trazegnies
Il castello di Trazegnies è una rocca dell'XI secolo situata all'interno della giurisdizione nella frazione di Trazegnies, ora nel comune di Courcelles, all'interno della provincia dell'Hainaut, Vallonia, Belgio. Il castello è stato classificato come importante sito per il patrimonio culturale della Vallonia nel 1950.

## Storia

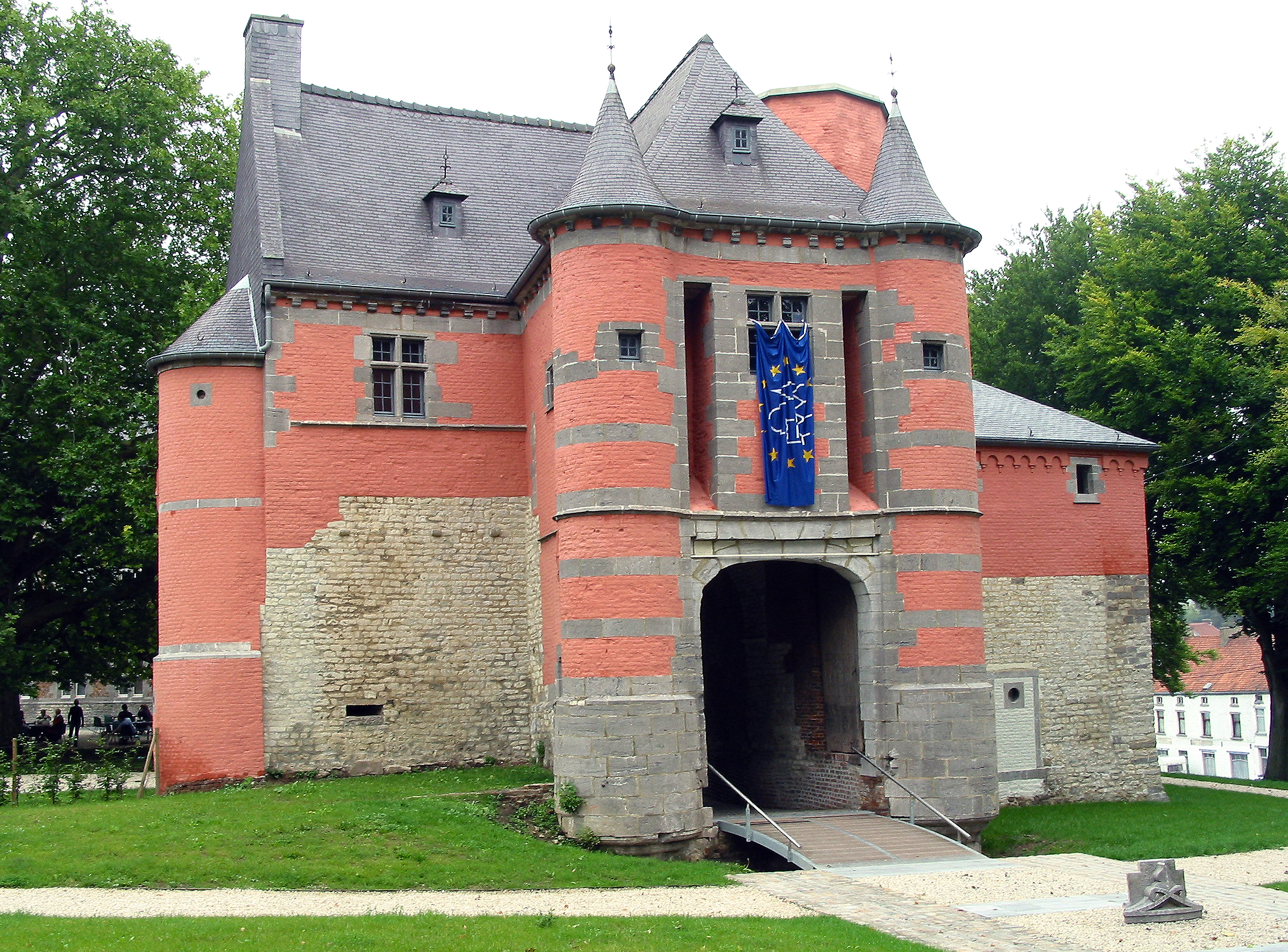
Il castelletto d'entrata: la parte inferiore risale alla prima costruzione dell'edificio (XI secolo)

La costruzione del castello risale all'XI secolo, ma nel 1554 subì un devastante incendio che portò ad una radicale ristrutturazione (a cavallo del XVI e XVII secolo) ed una facciata in stile Luigi XIII, mentre la parte inferiore del castelletto d'entrata rimase invariata dal XIII secolo e le cantine rimasero romaniche e gotiche (ultima parte della struttura risalente alla sua costruzione primaria, avvenuta per mano di Gilles I della Casa di Trazegnies, figlio di Ottone I, capostipite della Casata, dalla quale prende nome il maniero stesso).
Alla morte di Alexander (1862), ultimo marchese di Trazegnies della linea dinastica più antica, la proprietà passò alla nipote, e in seguito alla società di carbone di Bascoup, che a sua volta vendette la proprietà a privati. Questi, nel 1913, cedettero il castello allo Stato. Nel 1926 la struttura era in completo stato di abbandonato e si pensava alla sua demolizione, ma con l'architetto Marcel Simon venne eseguito un restauro e la gestione del castello fu affidata all'associazione "Les Amis du Château de Trazegnies a.s.b.l.", per la sua conservazione, manutenzione e potenziamento del monumento e del suo parco.